# Дорожкин, Николай Афанасьевич
Николай Афанасьевич Дорожкин (1905—1993) — белорусский советский миколог и фитопатолог, академик Академии наук и Академии сельскохозяйственных наук Белоруссии.

## Биография

Могила Дорожкина на Восточном кладбище Минска.

Николай Дорожкин родился 14 декабря 1905 года в деревне Гороховка (ныне — в Брянском районе Брянской области).
В 1927 году окончил Белорусскую сельскохозяйственную академию, после чего преподавал в Белорусском государственном университете.
В 1933 году утверждён в должности профессора, а в 1934 году защитил докторскую диссертацию.
В 1936—1952 годах (с несколькими перерывами) руководил Институтом биологии Академии наук Белорусской ССР.
Арестован 26 июня 1938 г., обвинялся по ст. 68 и 76 УК БССР. Военной прокуратурой Белорусского Особого военного округа уголовное дело 9 февраля 1940 г. прекращено .
В годы Великой Отечественной войны находился в партизанских формированиях.
В 1947—1952 годах заведовал кафедрой Белорусского государственного университета, а с 1952 года — лабораторией Института социалистического сельского хозяйства Академии наук Белорусской ССР.
В 1959—1976 годах руководил Белорусским научно-исследовательским институтом картофелеводства и плодоовощеводства, а позднее — лабораторией Института экспериментальной ботаники Академии наук Белорусской ССР.
В 1950 году избран членом-корреспондентом, а в 1962 году — академиком АН БССР. Кроме того, в 1959 году стал академиком Академии сельскохозяйственных наук Белоруссии.
Являлся автором большого количества (в общей сложности более 600, в том числе 23 монографий) научных работ в области фитопатологии сельскохозяйственных растений, исследовал их заболевания, разработав новые методы борьбы с ними.
В 1965 году Дорожкину было присвоено звание заслуженного деятеля науки Белорусской ССР, а в 1974 году была присуждена Государственная премия СССР.
Умер 27 апреля 1993 года, похоронен на Восточном кладбище Минска.
Награждён орденом Октябрьской Революции, двумя орденами Трудового Красного Знамени, орденом «Знак Почета» и рядом медалей.